# أ. جاي غراي
أ. جاي غراي هو لاعب كرة قدم كندي في مركزي الدفاع والوسط، ولد في 12 أبريل 1988 في برامبتون في كندا. لعب مع Orange County SC ‏.

## وصلات خارجية
- أ. جاي غراي على موقع Soccerway.com (الإنجليزية)